# Guy Spier
Pour les articles homonymes, voir Spier (homonymie).
 (novembre 2024).
La mise en forme du texte ne suit pas les recommandations de Wikipédia : il faut le « wikifier ».
Les points d'amélioration suivants sont les cas les plus fréquents. Le détail des points à revoir est peut-être précisé sur la page de discussion.
- Les titres sont pré-formatés par le logiciel. Ils ne sont ni en capitales, ni en gras.
- Le texte ne doit pas être écrit en capitales (les noms de famille non plus), ni en gras, ni en italique, ni en « petit »…
- Le gras n'est utilisé que pour surligner le titre de l'article dans l'introduction, une seule fois.
- L'italique est rarement utilisé : mots en langue étrangère, titres d'œuvres, noms de bateaux, etc.
- Les citations ne sont pas en italique mais en corps de texte normal. Elles sont entourées par des guillemets français : « et ».
- Les listes à puces sont à éviter, des paragraphes rédigés étant largement préférés. Les tableaux sont à réserver à la présentation de données structurées (résultats, etc.).
- Les appels de note de bas de page (petits chiffres en exposant, introduits par l'outil «  Source ») sont à placer entre la fin de phrase et le point final[comme ça].
- Les liens internes (vers d'autres articles de Wikipédia) sont à choisir avec parcimonie. Créez des liens vers des articles approfondissant le sujet. Les termes génériques sans rapport avec le sujet sont à éviter, ainsi que les répétitions de liens vers un même terme.
- Les liens externes sont à placer uniquement dans une section « Liens externes », à la fin de l'article. Ces liens sont à choisir avec parcimonie suivant les règles définies. Si un lien sert de source à l'article, son insertion dans le texte est à faire par les notes de bas de page.
- La présentation des références doit suivre les conventions bibliographiques. Il est recommandé d'utiliser les modèles {{Ouvrage}}, {{Chapitre}}, {{Article}}, {{Lien web}} et/ou {{Bibliographie}}. Le mode d'édition visuel peut mettre en forme automatiquement les références.
- Insérer une infobox (cadre d'informations à droite) n'est pas obligatoire pour parachever la mise en page.

Pour une aide détaillée, merci de consulter Aide:Wikification.
Si vous pensez que ces points ont été résolus, vous pouvez retirer ce bandeau et améliorer la mise en forme d'un autre article.
Guy Spier (né le 4 février 1966) est un investisseur zurichois. Il est l'auteur de L'éducation d'un investisseur de valeur. Spier est le gestionnaire du Fonds Aquamarine avec 350 millions de dollars d'actifs. Il est connu pour avoir offert 650.100 $ US à Mohnish Pabrai pour un déjeuner de charité avec Warren Buffett en 2008,. En 2009, il a été présenté dans The Checklist Manifesto, d'Atul Gawande concernant son utilisation des listes de contrôle dans le cadre de son processus d'investissement.

## Carrière
Après son départ de la banque d'investissement, Spier a établi l'Aquamarine Fund, un partenariat d'investissement modelé sur l'approche novatrice de Warren Buffett dans les années 1950. À ce jour, Spier demeure le gestionnaire du fonds, qui comptait 234 millions de dollars d'actifs sous gestion en juin 2021,
En 2003, avec David Einhorn, Bill Ackman et Whitney Tilson, Spier est devenu la cible d'enquêtes menées par Eliot Spitzer, alors procureur général de New York, ainsi que par la Securities and Exchange Commission des États-Unis concernant les ventes à découvert de Farmer. Mac, MBIA et Allied Capital. L’effondrement de ces entreprises lors de la crise financière de la fin des années 2000 a justifié leur courte thèse[incompréhensible] et est devenu le sujet des livres d’Ackman et d’Einhorn.
En 2014, Palgrave MacMillan a édité "The Education of a Value Investor", un ouvrage relatant les défis initiaux de la carrière de Spier dans la finance à Wall Street et sa métamorphose en investisseur de valeur. Le livre a été traduit en espagnol, allemand, japonais, coréen, chinois, polonais, hébreu et vietnamien.

Spier organise chaque année une conférence d'investissement à Klosters appelée "VALUEx". Parmi les participants figuraient Joe Chapman et Richard Reese, l'ancien PDG d'Iron Mountain.

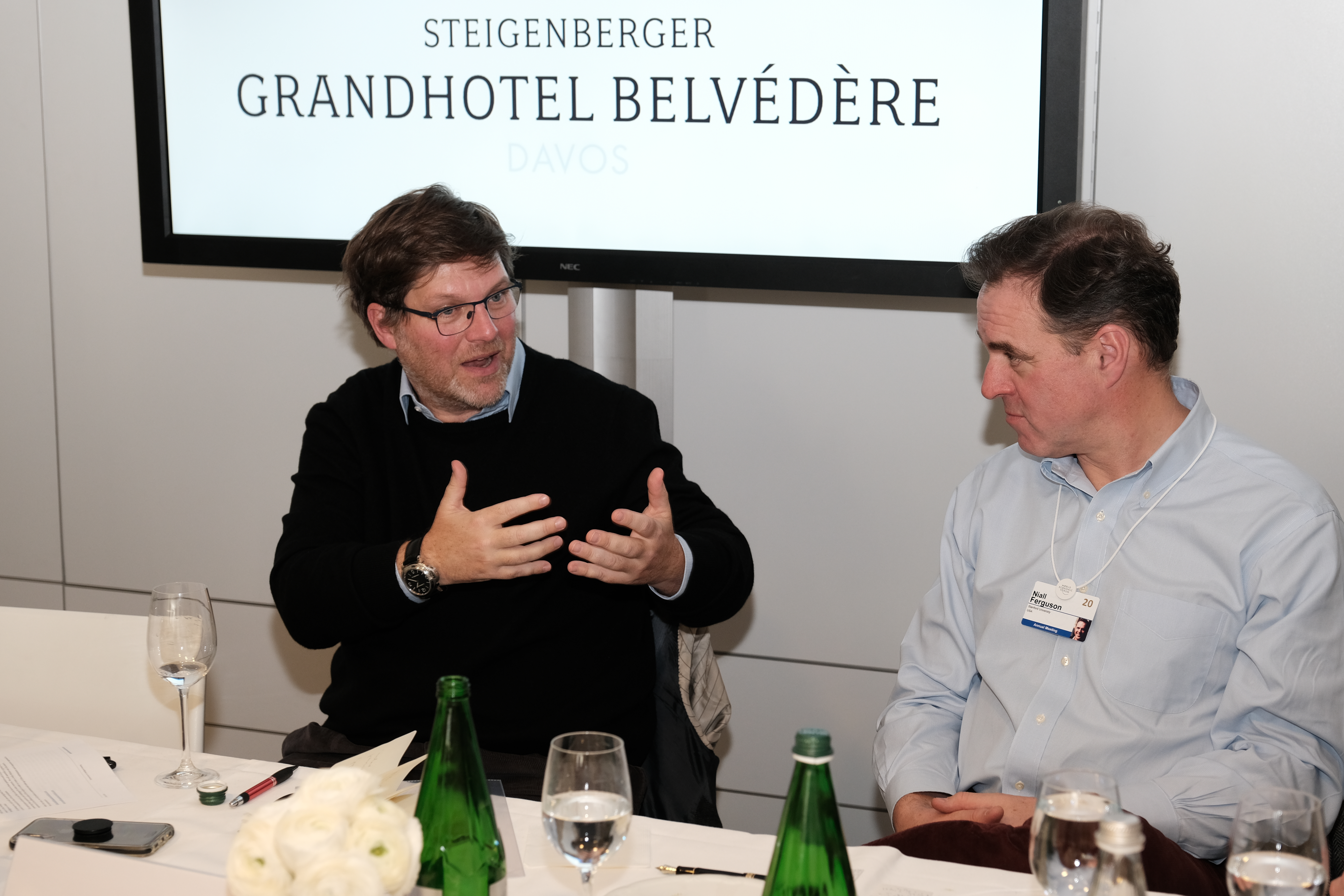
Guy Spier s'entretient avec Niall Ferguson lors du Forum économique mondial

### Contributions à but non lucratif
De 2000 à 2005, Spier a été président de l'Oxford Alumni Association of New York avec le soutien étroit d'Amanda Pullinger. Sous sa direction et celle de Pullinger, l'association est passée à plus de 5 000 membres et a été pionnière en apportant une approche de style américain aux relations avec les anciens élèves dans une université britannique,. De 2007 à 2009, Spier a siégé au conseil consultatif de la Fondation Dakshana.

## Value investing community
En 2010, un épisode de la série documentaire « Legends & Leaders in Hedge Funds and Finance », réalisée par Matthias Knab, était consacré à lui et à son style d'investissement.